# Pozo Cañada
Pozo Cañada er en by og kommune i det sydøstlige Spanien i provinsen Albacete. Den har et indbyggertal på 2.692 (2024) indbyggere.